# Linfócito naïve
Os linfócitos naïve correspondem ao grupo de células B ou células T maduras provindas de órgãos linfoides que nunca encontraram um antígeno diferente. A expectativa de vida destas células é de 1 a 3 meses, caso não encontrem nenhum antígeno. Sua observação microscópica é de difícil realização, mas podem ser vistos em alguns esfregaços sanguíneos, onde recebem a denominação de pequeno linfócito. Suas dimensões estão em torno de 8 a 10 µm de diâmetro, núcleo amplo, heterocromatina espessa e uma borda fina de citoplasma onde estão inseridos algumas mitocôndrias, lisossomos e ribossomos. Quando estimulado por antígeno, ocorre uma modificação para linfócitos efetores.
Apresenta dois tipos de imunoglobulinas na sua superfície: IgD e IgM.